# Válka Revue
Časopis Válka REVUE vychází pravidelně 10x ročně od léta 2009 a populárně-naučnou formou se zaměřuje na dějiny válek a vojenství, zejména na dobu od poloviny 19. století do konce 20. století. Speciální důraz je kladen na představení československých jednotek zapojených do celosvětových konfliktů, dále vojenských a politických osobností, přináší články o vojenské technice, zbraních nebo válečných taktikách. 
Časopis má 52 barevných stran a se tiskne ve více než 15 000 nákladu. Šéfredaktorem je od vzniku časopisu Mgr. Jan Čurda.
Mezi hlavní rubriky patří:
- Zbraň
- Hrdina v boji
- Vojenská technika
- Češi a Slováci v boji

Válka REVUE vznikla oddělením se od úspěšného historického měsíčníku Živá historie z brněnského vydavatelství Extra Publishing.

## Válka revue speciál
Tematicky zaměřené speciály. Témata byla následující: , 
- [?]/2012: Speciální jednotky celého světa
- 5/2012: Nejkrutější diktátoři 20. století
- [?]/2012: Co by se stalo, kdyby…

- 2013: ?

- 2/2014: Bitva o Británii 1940
- 5/2014: Den D 1944
- 8/2014: Svět proudových letadel
- 9/2014: Legendární zbraně 20. století
- 7/2014: Odstřelovači

- 2/2015: 1941: Operace Barbarossa
- 4/2015: Osvobození 1945
- 5/2015: Války špionů
- 8/2015: Porážka Německa
- 11/2015 Legendární letouny 2. světové války

- 2/2016: Kdo by vyhrál jadernou válku?
- 5/2016: Kontroverzní SNP
- 6/2016: Svět tanků (na obálce: úspěšný bestseller znovu v prodeji [i.e. další vydání])
- 8/2016: Protektorát Böhmen und Mähren
- 11/2016: Waffen SS

- 5/2017: Svět tanků II : encyklopedie obrněnců 1945-1991
- 6/2017: Co by se stalo, kdyby… (na obálce: úspěšný bestseller znovu v prodeji [i.e. další vydání])
- 8/2017: Nejhorší válečné zločiny
- 11/2017: Italská fronta

- 5/2018: Okupace 1968
- 6/2018: Československé opevnění
- 3/8/2018: Peklo ve Vietnamu
- 31/8/2018: Boj o Československo (na obálce: úspěšný bestseller znovu v prodeji [i.e. další vydání])
- 11/2018: Legendární bitvy II. světové války

- 2/2019: Říšská župa Sudety
- 5/2019: Sověti v Afghánistánu
- 6/2019: Protektorát Böhmen und Mähren (na obálce: úspěšný bestseller znovu v prodeji [i.e. další vydání])
- 8/2019: Čechoslováci na východní frontě
- 11/2019: Století terorismu

- 1/2020: Ocelová bouře u Kurska
- 4/2020: Krvavý rozpad Jugoslávie
- 6/2020: Waffen SS (na obálce: úspěšný bestseller znovu v prodeji [i.e. další vydání])
- 7/2020: Blokáda Leningradu
- 11/2020: Řády a vyznamenání

- 1/2021: Sovětská armáda
- 4/2021: Československá generalita
- 6/2021: 1941: Operace Barbarossa (na obálce: úspěšný bestseller znovu v prodeji [i.e. další vydání])
- 7/2021: Samohybky druhé světové
- 10/2021: Války stíhačů: 1914-2021

- 1/2022: Korea 1950-1953
- 4/2022: Operace Anthropoid 1942
- ?/2022: Svět tanků II : encyklopedie obrněnců 1945-1991 (na obálce: úspěšný bestseller znovu v prodeji [i.e. další vydání])
- 8/2022: Pěchotní zbraně 20. století
- 10/2022: Tanky & tankisté